# Automobiles Filtz
Die Société des Moteurs et Voitures Automobiles Filtz war ein französischer Hersteller von Automobilen.

## Unternehmensgeschichte

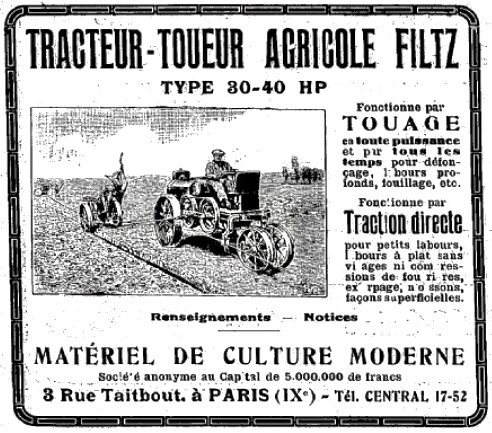
Filtz Traktor

Das Unternehmen aus Neuilly-sur-Seine war hauptsächlich ein Motorenhersteller und Lieferant von Einbaumotoren an Automobil- und Flugzeughersteller, begann aber 1899 mit einer eigenen Produktion von Automobilen. Der Markenname lautete Filtz nach dem Firmeninhaber Georges Filtz. Etwa 1903 endete die Fahrzeugproduktion.
Georges Filtz gründete etwa 1912 zusammen mit Claude Grivolas das Unternehmen Filtz-Grivolas, das Traktoren und anderes landwirtschaftliches Gerät herstellte. Ein Traktor hatte einen Vierzylindermotor 30/40 HP mit 8495 cm³ Hubraum mit 130 mm Bohrung und 160 mm Hub. Das Fahrzeuggewicht lag bei 1800 kg.

## Fahrzeuge
Ab 1899 wurde ein Kleinwagen produziert. 1902 folgte ein Rennwagen mit Vierzylindermotor, der 40 PS leistete.

## Motoren

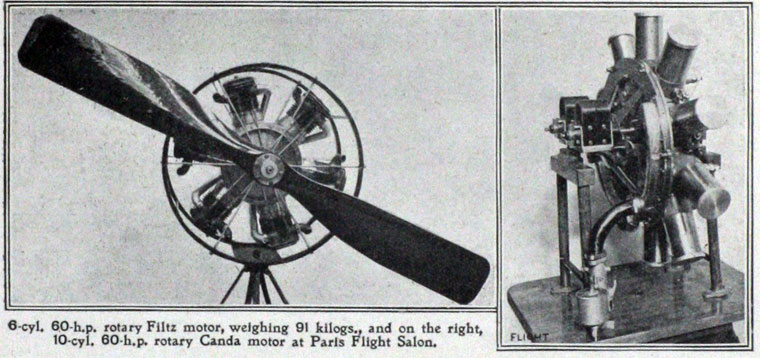
Links: Filtz 6o PS HP Umlauf-Flugzeugmotor (1910).

Die frühen Filtz-Motoren waren eigenwillige Konstruktionen. Sie waren als Zweizylinder aufgebaut mit liegenden Kolben, von denen jeder eine eigene, vertikale Kurbelwelle antrieb. An jeder Kurbelwelle war am unteren Ende ein Schwungrad angebracht, das demnach liegend positioniert war. Das Prinzip setzte sich nicht durch und wurde 1902 aufgegeben. Es scheint, dass danach konventionellere Vierzylindermotoren gefertigt wurden.
Filtz konzentrierte sich nach der Einstellung des Automobilbaus wieder auf Motoren. 1910 zeigte das Unternehmen einen ungewöhnlichen Umlaufmotor mit einer geraden Zylinderzahl (sechs) vor. Er leistete 60 PS und war als Flugzeugtriebwerk konstruiert.

## Motorenlieferungen
An folgende Automobilhersteller wurden Einbaumotoren geliefert: Sage und Turgan-Foy.